# Aidanosagitta demipenna
Aidanosagitta demipenna är en djurart som tillhör fylumet pilmaskar, och som först beskrevs av Takasi Tokioka och Pathansali 1963.  Aidanosagitta demipenna ingår i släktet Aidanosagitta och familjen Sagittidae. Inga underarter finns listade i Catalogue of Life.